# Associação de Basquete do Alto Vale do Itajaí
A Associação de Basquete do Alto Vale do Itajaí é uma equipe de basquetebol da cidade de Rio do Sul, Santa Catarina que disputa o Campeonato Catarinense de Basquete, competição organizada pela FCB. A equipe que disputou o Catarinense de 2016 chamou-se Projeto Escola Basquete/ABAVI/FMD/Rio do Sul por razões de patrocinadores

## Arena
A equipe manda seus jogos no Ginásio do Colégio Sinodal Ruy Barbosa.

## Desempenho por temporadas
| Temporada | Nível | Estadual    | Pos. | Pós Temporada | TR  | PL | Nacional | Nacional |
| --------- | ----- | ----------- | ---- | ------------- | --- | -- | -------- | -------- |
| 2014      | 1     | Catarinense | 8º   | Primeira Fase | 2-6 | -  | –        | –        |
| 2015      | 1     | Catarinense | 5º   | Primeira Fase | 7-3 | -  | –        | –        |
| 2016      | 1     | Catarinense | 5º   | Primeira Fase | 6-6 | -  | –        | –        |
| 2017      | 1     | Catarinense | 5º   |               | 1-7 | -  | -        | -        |